# A Day's Outing (film 1912)
A Day's Outing è un cortometraggio muto del 1912 diretto da Dell Henderson.

## Trama
Un gruppo di amici si prende un giorno di vacanza in riva al mare. Gli uomini, volendo giocare tranquillamente a carte, spingono le donne a farsi un bel tuffo in acqua. Ma la partita non è proprio tranquilla: una discussione tra i giocatori sta per finire addirittura in duello ma per fortuna giungono le donne a porre fine al litigio.

## Produzione
Il film fu prodotto dalla Biograph Company.

## Distribuzione
Distribuito dalla General Film Company, il film - un cortometraggio di 120 metri - uscì nelle sale cinematografiche USA il 30 dicembre 1912.
Nelle proiezioni, veniva programmato con il sistema dello split reel, accorpato in un'unica bobina con un altro cortometraggio prodotto dalla Biograph, la commedia Bill Bogg's Windfall.